# Kondër

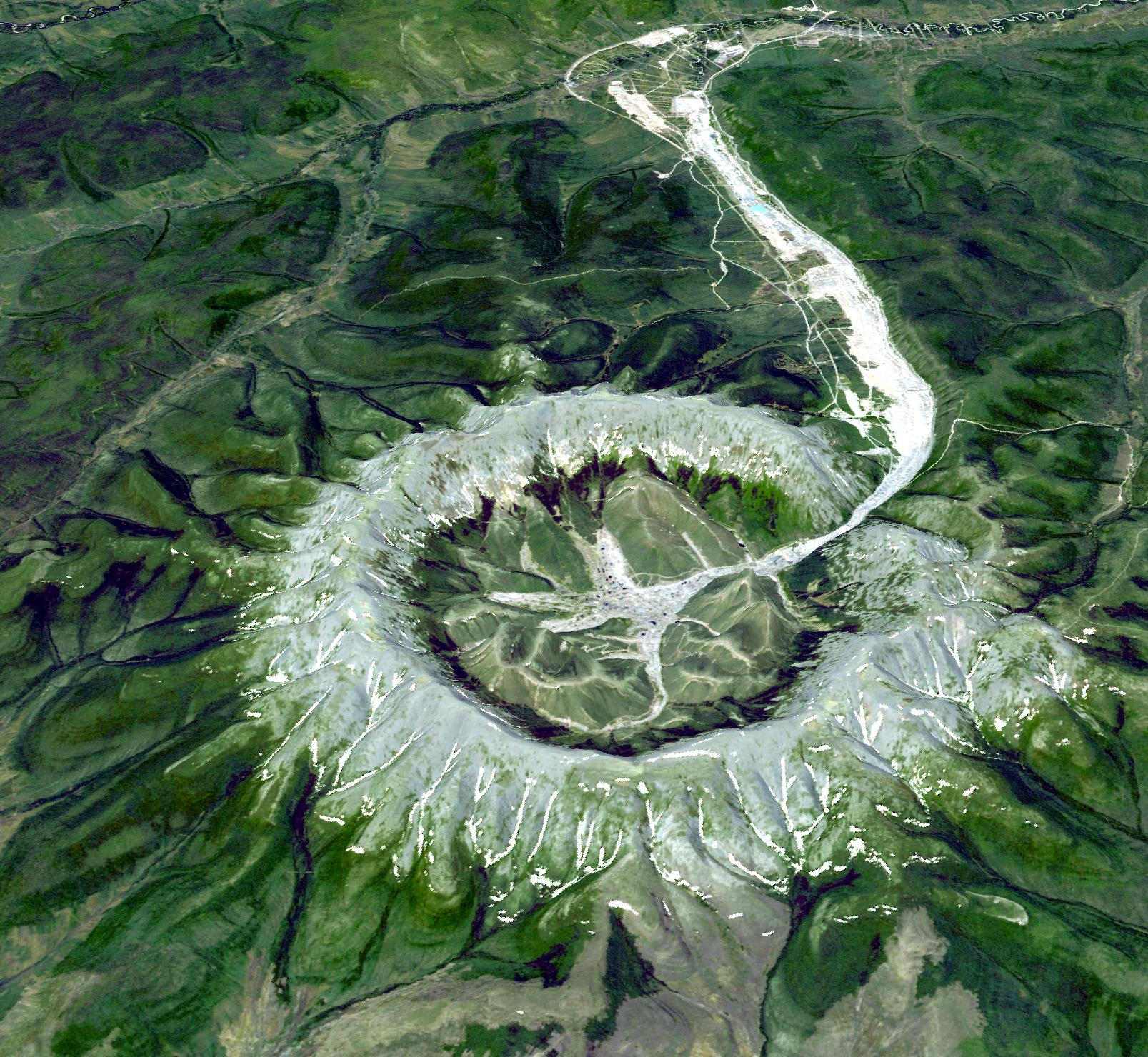
image NASA

Kondër in russo горы Кондёр? è il nome dato a una struttura geomorfologica a forma di vulcano, localizzata in Siberia, nell'estremo oriente russo. Il luogo è di grande importanza geologica, di forma perfettamente circolare, elevantesi sulla circostante pianura alluvionale per un'altezza di circa 600 metri. Il suolo di questa formazione montagnosa è ricco di minerali rari. 
Il massiccio non è il prodotto dell'impatto di un meteorite, né di un'eruzione vulcanica. La sua origine è probabilmente tellurica, ovvero dovuta a importanti spinte verticali della litosfera sottostante. Al suo centro sgorga un fiume nel cui alveo si sfruttano gli importanti giacimenti di platino e di altri metalli rari.
Il massiccio di Kondër si trova a circa 600 km da Ochotsk, e a circa 570 km da Jakutsk la strada di accesso passa per Amga.